# Haikansaari (ö i Birkaland, Södra Birkaland)
Haikansaari är en ö i Finland. Den ligger i sjön Mallasvesi och i kommunen Valkeakoski i den ekonomiska regionen  Södra Birkaland och landskapet Birkaland, i den södra delen av landet, 140 km norr om huvudstaden Helsingfors. Öns area är 0,2 hektar och dess största längd är 80 meter i sydväst-nordöstlig riktning.